# N.A.S.A.
Pour les articles homonymes, voir Nasa.
N.A.S.A. est un groupe de hip-hop américain, originaire de Los Angeles, en Californie. Le groupe est formé au début des années 2000 par le rappeur Squeak E. Clean et le disc jockey Zegon.

## Biographie
N.A.S.A, un acronyme pour North America South America, est formé au début des années 2000 à Los Angeles par le rappeur Squeak E. Clean et le disc jockey Zegon. Spiegel et Gonzales se rencontrent dans le studio d'enregistrement d'un ami en avril 2003 et commencent à faire de la musique ensemble dès le lendemain. Au début, ils créent des morceaux en samplant des disques brésiliens rares des années 1960 et 1970.  Ayant commencé à travailler ensemble pour le plaisir, une solide amitié les unit et ils décident de faire un disque avec tous leurs héros et musiciens préférés. L'idée est d'amener des gens d'univers différents à partager leur inspiration et leur amour de la musique. C'est ainsi que N.A.S.A. naît, avec des collaborations notables aux côtés de Ol' Dirty Bastard, Karen O et Fatlip sur un titre, George Clinton et Chali 2na sur un autre ou encore Tom Waits et Kool Keith.
Sam et Zé décident d'étendre ce concept à un album, l'idée étant d'abolir toutes les limites et les frontières qui cantonnent les gens dans un genre musical, une race, une idée politique, un lieu, et une langue. Ils réunissent le groupe, peut-être le plus éclectique jamais vu, de musiciens dans un album, prouvant à travers la musique que toutes ces barrières ne sont qu'illusions[réf. nécessaire]. Le groupe publie son premier album, The Spirit of Apollo le 10 mars 2009 au label Anti- Records. Pas moins de 37 artistes y sont présents parmi lesquels David Byrne, Seu Jorge, Method Man, John Frusciante, Chuck D, E-40, Kanye West, Santigold, Amanda Blank, Lykke Li, M.I.A., ou encore Ghostface Killah. L'album atteint la 178e place du classement Billboard 200

## Discographie
- 2009 : The Spirit of Apollo
- 2010 : The Big Bang